# Langhorne A. Motley
Langhorne Anthony Motley (Río de Janeiro, 5 de junio de 1938) es un ejecutivo estadounidense nacido en Brasil. Fue embajador de Estados Unidos en Brasil (1981-1983) y subsecretario de Estado para Asuntos Interamericanos (1983-1985).

## Biografía
Nació en Río de Janeiro (Brasil), hijo de un ejecutivo petrolero estadounidense y una madre británico-brasileña. Creció en Brasil y se graduó en The Citadel, colegio militar de Carolina del Sur. Se unió a la Fuerza Aérea de los Estados Unidos en 1960, siendo enviado a Inglaterra, a Panamá entre 1965 y 1967, y luego a Alaska, donde se quedaría a vivir.
En 1970 dejó el servicio militar y fundó una empresa de bienes raíces. También ocupó cargos jerárquicos en otras compañías alasqueñas. Entre 1975 y 1977 fue Comisionado del Departamento de Comercio y Desarrollo Económico del Estado de Alaska. Luego se desempeñó hasta 1980 como cabildero para Citizens for Management of Alaskan Lands, que representaba los intereses de desarrollo de las industrias de minería, petróleo y gas, turismo y bienes raíces. También trabajó en las campañas de políticos republicanos. En 1978 sobrevivió a un accidente aéreo en el aeropuerto de Anchorage junto con el senador Ted Stevens.

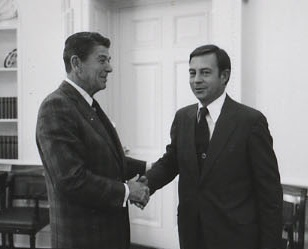
Motley reunido con Ronald Reagan en 1981.

Miembro del Partido Republicano, bajo la presidencia de Ronald Reagan, entre octubre de 1981 y julio de 1983 fue embajador de Estados Unidos en Brasil, y entre julio de 1983 y julio de 1985 fue Subsecretario de Estado para Asuntos Interamericanos en el Departamento de Estado.
En ese último cargo, con apoyo del Secretario de Estado George P. Shultz y oposición del Departamento de Defensa, fue el principal defensor de la invasión de Granada en 1983. También se interesó en abordar la crisis de la deuda latinoamericana. Críticos de la administración Reagan denunciaron el apoyo de la acumulación militar estadounidense en América Central durante este período y el uso de operaciones de inteligencia encubiertas para promover intereses estadounidenses.
Tras dejar la carrera diplomática, estableció una consultoría para negocios empresariales entre Estados Unidos y América Latina. Es miembro de la Academia Estadounidense de Diplomacia y Consejo de Relaciones Exteriores. Apoyó las campañas presidenciales de George W. Bush en 2000 y 2004 y John McCain en 2008.